# معركة فورت بلاكلي
معركة فورت بلاكلي(بالإنجليزية: Battle of Fort Blakeley)‏ هي معركة وقعت خلال الفترة من 2 أبريل إلى 9 أبريل 1865 في مقاطعة بالدوين ، ألاباما ، على بعد حوالي 6 ميل (9.7 كـم) شمال الحصن الاسبانيهناك، وذلك كجزء من ما عرف بالحملة المتنقلة وذلك خلال الحرب الأهلية الأمريكية . الدائرة في ذلك الوقت، حيث كانت بلاكلي، ألاباما مقر مقاطعة بالدوين، الأباما، انتهت هذه المعركة بانتصار قوات الاتحاد.

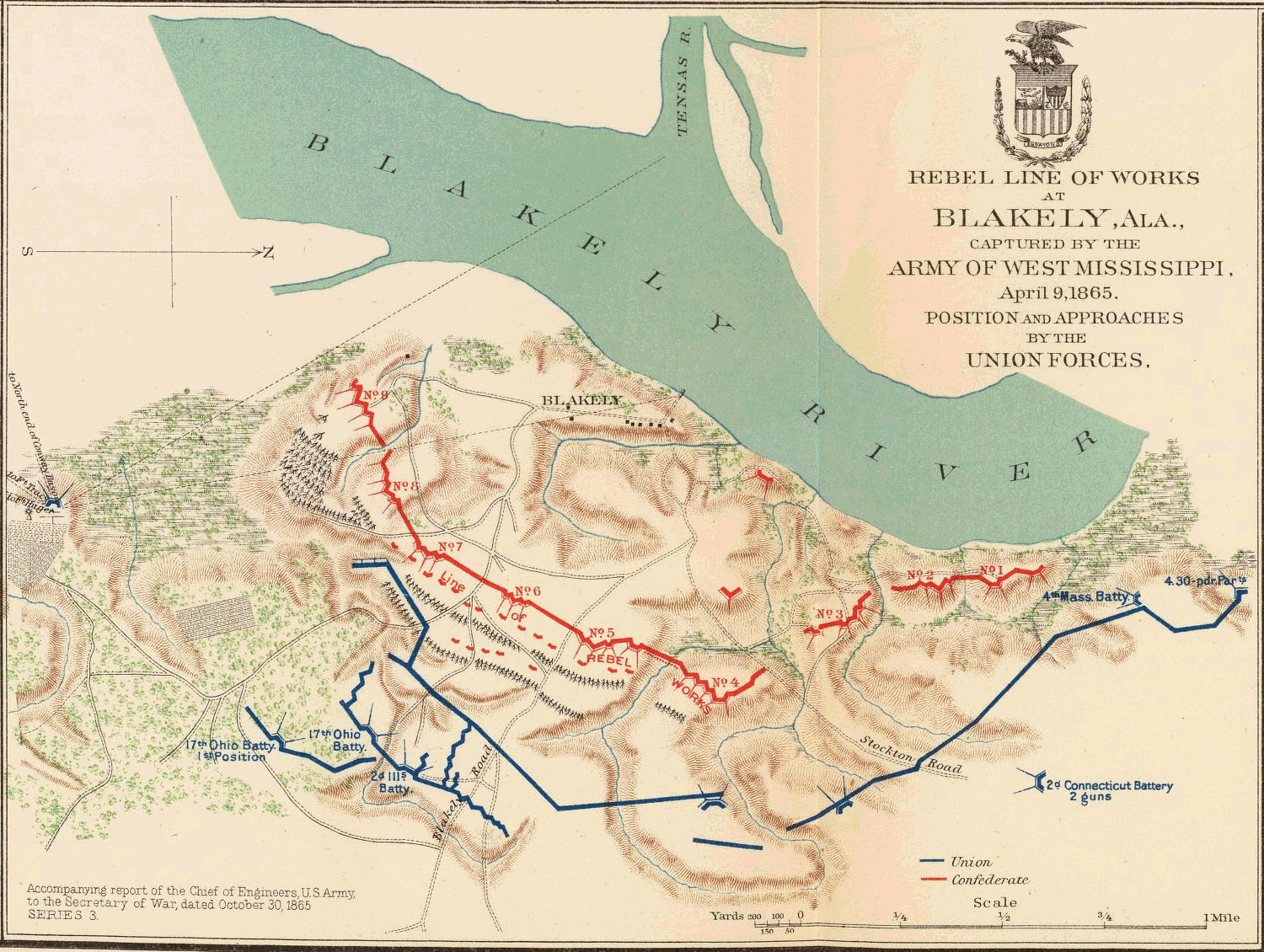
تمركز الوحدات المعنية

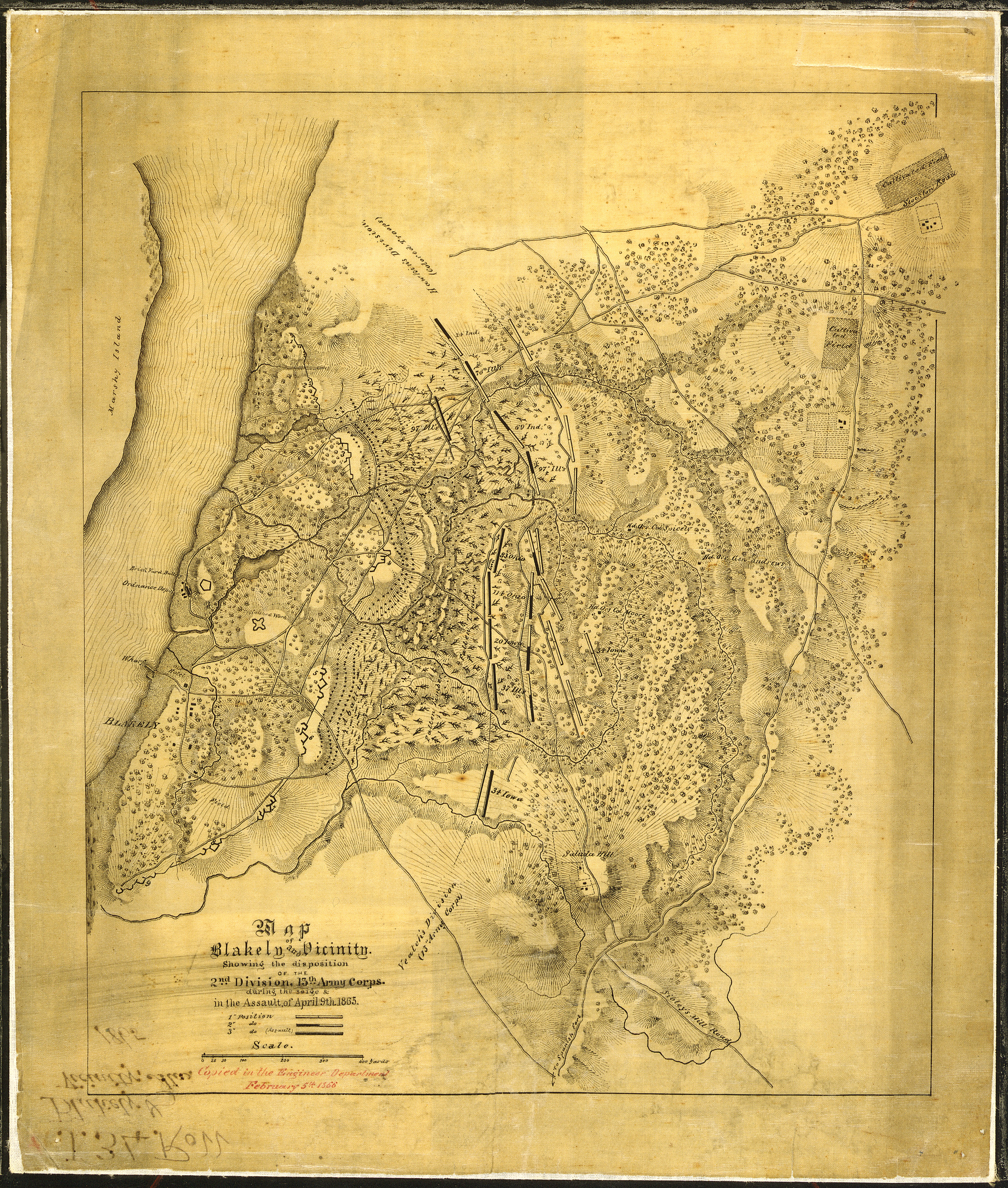
تمركز الفرقة الثانية من الفيلق الثالث عشر

## موقع المعركة
موقع المعركة الآن حديقة تاريخية، تسمي هيستوري بلاكيلي ستيت بارك تقع علي 67فدانًا من . 

## روابط خارجية
- معركة Fort Blakley: خرائط المعركة ومقالات التاريخ والصور وأخبار الحفظ (CWPT)